# О’Коннор, Кэрролл
Джон Кэ́рролл О’Ко́ннор (англ. John Carroll O’Connor; 2 августа 1924 — 21 июня 2001) — американский актёр кино и телевидения, продюсер и режиссёр.

## Биография и карьера
О’Коннор — ирландский католик, старший из трёх сыновей в семье Элизы Патриции и Эдварда Джозефа О’Конноров. Оба его брата стали врачами. Большую часть своей юности О’Коннор провел в Элмхерсте и Форест-Хилсе. Учился в Университете Уэйк Форест. За свою сорокалетнюю карьеру сыграл более, чем в 80 телесериалах, также был продюсером, сценаристом и режиссёром нескольких сериалов. В 1989 году О’Коннору была проведена операция по шунтированию сердца.

## Смерть
О'Коннор умер 21 июня 2001 года в Калвер-Сити от сердечного приступа из-за осложнений диабета в возрасте 76 лет. Похоронен на Вествудском кладбище (Калифорния).

## Избранная фильмография
| Год       |   | Русское название | Оригинальное название | Роль                          |
| --------- | - | ---------------- | --------------------- | ----------------------------- |
| 1962—1965 | с | Доктор Килдэр    | Dr. Kildare           | Дэвид Бёрнсайд / Рой Драммонд |
| 1968      | ф | Бригада дьявола  | The Devil’s Brigade   | генерал-майор Максвелл Хантер |
| 1968—1979 | с | Все в семье      | All in the Family     | Арчи Банкер                   |
| 1979—1983 | с | Дом Арчи Банкера | Archie Bunker's Place | Арчи Банкер                   |
| 1992—1999 | с | Без ума от тебя  | Mad About You         | Гас Стемпл                    |